# Kyffhäusers voetbalkampioenschap 1917/18
In 1917/18 werd het vijfde Kyffhäusers voetbalkampioenschap gespeeld, dat georganiseerd werd door de Midden-Duitse voetbalbond. Op 1 oktober werd de competitie van Kyffhäuser samengevoegd met die van het Graafschap Mansfeld. 
Hieronder staat de laatst bekende stand, niet meer alle wedstrijden zijn bekend. Wel dat Helvetia Eisleben en VfB Sangerhausen samen eerste eindigden en er een play-off om de titel kwam, die Sangerhausen won. De club plaatste zich niet meteen voor de Midden-Duitse eindronde, de Thüringse kampioenen speelden eerst onderling een eindronde en de club verloor met zware 10-0 cijfers van SC Erfurt 1895. 
Viktoria Klostermansfeld en Wacker-Mars Nordhausen trokken zich tijdens het seizoen terug, reeds gespeelde wedstrijden werden geannuleerd. 

## 1. Klasse
| Plaats | Club                        | Wed.           | W              | G              | V              | Saldo          | Ptn.           |
| ------ | --------------------------- | -------------- | -------------- | -------------- | -------------- | -------------- | -------------- |
| 1.     | FC Helvetia Eisleben        | 6              | 5              | 0              | 1              | 13:01          | 10:02          |
| 2.     | VfB 1906 Sangerhausen       | 7              | 3              | 1              | 3              | 08:16          | 07:07          |
| 3.     | FV Hohenzollern Nordhausen  | 6              | 2              | 1              | 3              | 10:05          | 05:07          |
| 4.     | FC Adler Eisleben           | 5              | 1              | 1              | 3              | 09:10          | 03:07          |
| 5.     | BSC 1907 Sangerhausen       | 5              | 0              | 3              | 2              | 09:10          | 03:07          |
| 6.     | VfB Eisleben                | 5              | 1              | 0              | 4              | 01:08          | 02:08          |
| 7.     | FC Viktoria Klostermansfeld | Teruggetrokken | Teruggetrokken | Teruggetrokken | Teruggetrokken | Teruggetrokken | Teruggetrokken |
| 8.     | SV Wacker-Mars Nordhausen   | Teruggetrokken | Teruggetrokken | Teruggetrokken | Teruggetrokken | Teruggetrokken | Teruggetrokken |

- De wedstrijden VfB Eisleben-Hohenzollern Nordhausen en VfB Eisleben-BSC 07 Sangerhuasen werden als een scoreloze nederlaag voor beide clubs geteld.

|  | Play-off titel |

Play-off
|                  |                      |       |                       |            |
| 24 februari 1918 | FC Helvetia Eisleben | 0 – 5 | VfB 1906 Sangerhausen | Nordhausen |
| 24 februari 1918 |                      |       |                       | Nordhausen |